# Anthony Bosco
Anthony Gerard Bosco (ur. 1 sierpnia 1927 w New Castle, zm. 2 lipca 2013 w Greensburgu) – amerykański duchowny katolicki, biskup Greensburga w latach 1987–2004.

## Życiorys
Święcenia kapłańskie otrzymał 7 czerwca 1952 i inkardynowany został do diecezji Pittsburgh.
14 maja 1970 papież Paweł VI mianował go biskupem pomocniczym Pittsburgha ze stolicą tytularną Labicum. Sakry udzielił mu były ordynariusz tej diecezji kard. John Joseph Wright.
2 kwietnia 1987 mianowany ordynariuszem sąsiedniej diecezji z siedzibą w Greensburgu. 2 stycznia 2004 przeszedł na emeryturę. Zmarł w swej rezydencji biskupiej podczas oglądania telewizji.